# Anna Gullberg
Anna Kristina Gullberg, född 16 oktober 1970 i Gagnef, Kopparbergs län, är en svensk journalist.

## Biografi
1995 började hon som lokalredaktör på Falu Kurirens redaktioner i Gagnef och Leksand.  2007 fick Gullberg rollen som redaktionell utvecklingschef och ställföreträdande utgivare för Falu Kuriren, Borlänge Tidning, Nya Ludvika Tidning, Södra Dalarnes Tidning, Mora Tidning och Dalarnas Tidningar.
2012 utsågs hon till kanalchef och ansvarig utgivare för P4 Dalarna. 2014 blev hon chefredaktör för den liberala sjudagarstidningen Gefle Dagblad och gratistidningen Mitt Gävle. Den 23 april 2018 lämnade hon chefredaktörsposten och Mittmedia.
Gullberg var vice ordförande i Publicistklubben Sverige 2019–2024. Hon sitter i styrelsen för Mediernas Etiknämnds Förvaltningsorgan (MEFO), huvudmannen för det medieetiska systemet. Hon är även ledamot i styrelsen för Journalistfonden för vidareutbildning. Hon har tidigare varit styrelseledamot i mediernas branschorganisation Utgivarna, Tidningsutgivarna och Liberala Nyhetsbyrån.
Gullberg arbetar som  journalist och krönikör för Expressen. Sedan 2022 är hon redaktör på tidningens kultursida.

## Priser och utmärkelser
- 2015 vann P4 Dalarna Stora radiopriset som årets lokalradiostation under hennes ledning.[7]
- 2016 nominerades hon till Stora Journalistpriset i kategorin Årets Röst.[8]
- 2017 utsågs hon till hedersambassadör för GAPF.[9]
- 2022 nominerades hon för samhällsreportage i kategorin ”Årets bevakning” i Tidningsutgivarnas Årets Dagstidning.[10]
- 2022 mottog hon Klara Lindh-stipendiet för samhällsreportage i Expressen.[11]
- 2024 nominerades hon för reportageserien "Krigets kvinnor" i kategorin "Årets bevakning" i Tidningsutgivarnas Årets dagstidning.[12]
- 2024 fick hon tillsammans med fotograf Anna-Karin Nilsson ta emot Röda korsets journalistpris för reportageserien "Krigets kvinnor", en serie artiklar i Expressen om kriget i Ukraina.[13]
- 2024 nominerades hon till Årets stilist, tidningen Journalistens pris.[14]
- 2024 nominerades hon till Wendelapriset, för bästa socialreportage.[15]
- 2024 nominerades hon till Stora journalistpriset i kategorin Årets röst.[16]
- 2025 vann hon årets ljuddokumentär för "Mollys hemlighet" i Tidningsutgivarnas Årets Dagstidning.[17]

## E xterna länkar
- Officiell webbplats